# Journal of Mathematical Analysis and Applications
Journal of Mathematical Analysis and Applications is een internationaal, aan collegiale toetsing onderworpen wetenschappelijk tijdschrift op het gebied van de wiskunde. De naam wordt in literatuurverwijzingen meestal afgekort tot J. Math. Anal. Appl. Het tijdschrift wordt uitgegeven door Elsevier en verschijnt 24 keer per jaar. Het eerste nummer verscheen in 1960.